# Alfredo López Austin
Alfredo López Austin   (Ciudad Juárez, 12 de març de 1936 - Ciutat de Mèxic, 15 d'octubre de 2021) va ser un historiador mexicà. Era un dels més connotats estudiosos del Mèxic precolombí, expert en cosmovisió mesoamericana i als pobles indígenes de Mèxic. Era investigador emèrit de l'Institut de Recerques Antropològiques de la Universitat Nacional Autònoma de Mèxic (UNAM) i professor de Cosmovisió Mesoamericana en la Facultat de Filosofia i Lletres de la mateixa universitat.
Les seves recerques més conegudes són les de l'antiga concepció del cos humà i de les diferents ànimes que ho componen; les de la naturalesa del mite mesoamericà; les de la creació del món, i les de la geometria i el funcionament còsmics. En els seus treballs va reflectir el seu interès per entendre la cultura mesoamericana des de la pròpia visió indígena.
Era pare del també connotat mesoamericanista Leonardo López Luján.

## Obres principals
com a autor
- La constitución real de México-Tenochtitlan (1961)
- Con León Cadogan, La literatura de los guaraníes (1965)
- Juegos rituales aztecas (1967)
- Augurios y abusiones (1969)
- Textos de medicina náhuatl (1971)
- Hombre-dios. Religión y política en el mundo náhuatl (1973)
- Con Edmundo O’Gorman y Josefina Vázquez de Knaut, Un recorrido por la historia de México (1975)
- Cuerpo humano e ideología. Las concepciones de los antiguos nahuas (1980)
- Tarascos y mexicas (1981)
- Con Dúrdica Ségota Tómac, Guía de estudio México Prehispánico (1984)
- La educación de los antiguos nahuas (1985)
- Una vieja historia de la mierda (1988)
- Con Carlos Martínez Marín y José Rubén Romero Galván, Teotihuacan (1989)
- Los mitos del tlacuache. Caminos de la mitología mesoamericana (1990)
- El conejo en la cara de la Luna. Ensayos sobre mitología de la tradición mesoamericana (1994)
- Tamoanchan y Tlalocan (1994)
- Con Leonardo López Luján, El pasado indígena (1996)
- Breve historia de la tradición religiosa mesoamericana (1999)
- Un día en la vida de una partera mexica (1999)
- Con Leonardo López Luján, Mito y realidad de Zuyuá. Serpiente Emplumada y las transformaciones mesomericanas del Clásico al Posclásico (1999)
- Con Luis Millones, Dioses del Norte, dioses del Sur. Religiones y cosmovisión en Mesoamérica y los Andes (2008)
- Con Leonardo López Luján, Monte sagrado – Templo Mayor (2009)
- Calpulli. Mitología de Mesoamérica [Antología y edición en japonés por Tetsuji Yamamoto y Aito Shinohara] (2013)

com a editor o coordinador
- Rafael Sandoval, Arte de la lengua mexicana (1965)
- Amb Josefina García Quintana, Fray Bernardino de Sahagún, Historia general de las cosas de Nueva España (1982)
- Amb Andrés Medina y Mari Carmen Serra, Origen y formación del estado en Mesoamérica (1986)
- Amb Xavier Noguez, De hombres y dioses (1997)
- Amb Alessandro Lupo, La cultura plural. Reflexiones sobre diálogos y silencios en Mesoamérica. Homenaje a Italo Signorini (1998)
- El modelo en la ciencia y en la cultura (2005)
- Amb Luis Millones, Animales de Dios (2012)
- Amb Luis Millones, Cuernos y colas. Reflexiones en torno al Demonio en los Andes y en Mesoamérica (2013)

## Distincions
- Beca Guggenheim, Guggenheim Foundation, Nova York, Estats Units (1976)
- Premi del Comitè Mexicà de Ciències Històriques per millor article o millor ressenya de l'any, ciutat de Mèxic, Mèxic (1992, 1997 i 2007)
- Iichiko Prize for Cultural Studies, Institute for Intercultural & Transdisciplinary Studies, Tòquio, Japó (1993)
- Premio Universitat Nacional, UNAM, ciutat de Mèxic, Mèxic (1993)
- Reconeixement al treball, XXIX Congrés Internacional d'Americanística, Perusa, Itàlia (2007)
- Medalla i diploma del Senat de la Universitat de Varsòvia, Varsòvia, Polònia (2008)
- Linda Schele Award, The University of Texas at Austin, Austin, Estats Units (2011)
- H.B. Nicholson Medal for Excelence in Mesoamerican Studies, Harvard University, Cambridge, Estats Units (2011)
- Reconeixement a Alfredo López Austin, Universitat de Bretanya Occidental, Brest, França (2011)
- The Tlamatini Award, The Art History Society i Califòrnia State University, Los Angeles, Estats Units (2012)